# Дейвидсон (округ, Северная Каролина)
Округ Дейвидсон (англ. Davidson County) располагается в штате Северная Каролина в Соединённых Штатах Америки. Административным центром (столицей) округа является город Лексингтон.
По состоянию на 2010 год, численность населения округа Дейвидсон составляла 162 878 человека.

## История
Округ Дейвидсон был официально образован в 1822 году из округа Роуэн и назван в честь участника Войны за независимость США бригадного генерала Уильяма Ли Дэвидсона.

## География
В соответствии с данными указанными на сайте центрального статистического органа страны — Бюро переписи населения США, общая площадь округа равняется 1468,531 км2, из которых 1429,681 км2 приходится на сушу и 15,000 км2 или 2,58% занимает водная поверхность.

## Климат
Согласно данным представленным Национальной метеорологической службой США округ Дейвидсон, расположенный в центральной части Северной Каролины, между Аппалачскими горами и побережьем Средней Атлантики, отличается влажным субтропическим климатом с умеренными температурами весной и осенью и тёплым или жарким летом. Весной и летом в этом районе часто случаются грозы, в том числе и сильные. 
Зимы в Дейвидсоне относительно мягкие и влажные, с максимальной температурой около 40-50 градусов Цельсия, а ночные минимумы в среднем составляют чуть ниже нуля.

## Население
По данным переписи населения 2010 года в округе проживает 149 331 жителей в составе 58 156 домашних хозяйств и 42 512 семей. Плотность населения составляет 103,00 человека на км2. На территории округа насчитывается 62 432 жилых строений, при плотности застройки около 44,00-х строений на км2. Расовый состав населения: белые — 84,05 %, афроамериканцы — 11,14 %, коренные американцы (индейцы) — 0,37 %, азиаты — 0,82 %, гавайцы — 0,01 %, представители других рас — 1,66 %, представители двух или более рас — 0,94 %. Испаноязычные составляли 3,24 % населения независимо от расы.
В составе 32,70 % из общего числа домашних хозяйств проживают дети в возрасте до 18 лет, 58,00 % домашних хозяйств представляют собой супружеские пары проживающие вместе, 10,80 % домашних хозяйств представляют собой одиноких женщин без супруга, 26,90 % домашних хозяйств не имеют отношения к семьям, 22,90 % домашних хозяйств состоят из одного человека, 8,80 % домашних хозяйств состоят из престарелых (65 лет и старше), проживающих в одиночестве. Средний размер домашнего хозяйства составляет 2,50 человека, и средний размер семьи 2,92 человека.
Возрастной состав округа: 24,30 % моложе 18 лет, 7,60 % от 18 до 24, 31,20 % от 25 до 44, 24,10 % от 45 до 64 и 24,10 % от 65 и старше. Средний возраст жителя округа 37 лет. На каждые 100 женщин приходится 96,00 мужчин. На каждые 100 женщин старше 18 лет приходится 93,70 мужчин.
Средний доход на домохозяйство в округе составлял 38 640 USD, на семью — 46 241 USD. Среднестатистический заработок мужчины был 31 287 USD против 23 622 USD для женщины. Доход на душу населения составлял 18 703 USD. Около 7,00 % семей и 10,10 % общего населения находились ниже черты бедности, в том числе — 13,30 % молодежи (тех, кому ещё не исполнилось 18 лет) и 12,10 % тех, кому было уже больше 65 лет.